# Argyrodes tripunctatus
Argyrodes tripunctatus là một loài nhện trong họ Theridiidae.
Loài này thuộc chi Argyrodes. Argyrodes tripunctatus được Eugène Simon miêu tả năm 1877.